# Dobrná
Dobrná (en allemand : Hochdobern ou Dobern) est une commune du district de Děčín, dans la région d'Ústí nad Labem, en Tchéquie. Sa population s'élevait à 431 habitants en 2021.

## Géographie
Dobrná se trouve à 6 km à l'est de Děčín, à 21 km au nord-est d'Ústí nad Labem et à 78 km au nord de Prague.
La commune est limitée par Ludvíkovice et Huntířov au nord, par Markvartice et Horní Habartice à l'est, par Dolní Habartice, Benešov nad Ploučnicí et Malá Veleň au sud, et par Děčín à l'ouest.

## Histoire
La première mention écrite du village date de 1467, mais ses origines remontent au XIIIe siècle.

## Administration
La commune se compose de deux quartiers :
- Brložec
- Dobrná

## Transports
Par la route, Dobrná se trouve à 8 km de Děčín, à 31 km d'Ústí nad Labem et à 109 km de Prague.